# Belyuen Shire
Koordinaten: 12° 32′ S, 130° 42′ O

Das Belyuen Shire ist eine indigene Local Government Area (LGA) im Northern Territory von Australien. Das Gebiet ist 41,4 km² groß und hat etwa 150 Einwohner, die alle den Aborigines angehören.
Belyuen besteht aus der gleichnamigen Siedlung und dem umliegenden Land. Das Gebiet liegt inmitten der Cox-Halbinsel auf der Westseite des Darwin Harbour etwa 14 km südlich von Wagait Beach an der Nordküste und 20 km Luftlinie von Darwin, der Hauptstadt des Northern Territory, an der Ostseite der Bucht. Die umliegende Top End Region steht nicht unter Eigenverwaltung („unincorporated“).
Südwestlich der Siedlung Belyuen liegt der Delissaville Airport, ein Kleinflugplatz mit einer Landebahn von 857 m Länge. Vor 1975 war Delissaville der Name der Siedlung.

## Verwaltung
Der Belyuen Community Government Council hat 5 Mitglieder. Aus dem Kreis der Councillor wird der Ratsvorsitzende und President des Shires gewählt. Das Gebiet ist nicht in Bezirke untergliedert.